# Капак сими
Капак сими (кечуа Qhapaq Simi — язык властителей) — тайный, сакральный язык Инков, представителей правящей династии и высшей знати государства инков. В настоящее время является мёртвым языком.

## Характеристика
По мнению учёных, капак сими является диалектом языка пукина или разновидностью языков амара или уру (хотя также распространено причисление его к кечуанским языкам). По легендам, на данном языке говорил Манко Капак и его братья и сёстры.
Знать говорила на капак сими даже тогда, когда государственным языком стал кечуа. Это подчёркивало значимость правящей династии и знати. На этом языке они говорили только между собой.